# CNEOS 2014-01-08
CNEOS 2014-01-08 est un bolide et un météoroïde entré dans l'atmosphère terrestre le 8 janvier 2014, arrivant dans la mer de Bismarck au large de la côte de Papouasie-Nouvelle-Guinée.
Selon les astronomes Abraham Loeb et Amir Siraj, sur la base des informations disponibles sur le site du Center for Near Earth Object Studies (CNEOS), cet objet d'environ 45 cm de diamètre serait d'origine interstellaire, conjecture fondée sur l'estimation de la vitesse,, de 42,1 km ± 5,5 km s−1 dans un référentiel héliocentrique. Cette conjecture est « confirmée » par la suite par le département de la Défense des États-Unis, cependant sans fournir de données concrètes permettant de le vérifier.
Cette conclusion est de ce fait contestée,, les données du CNEOS ne donnant pas de valeurs d'incertitude  et la vitesse finale obtenue ne correspondant à une trajectoire hyperbolique qu'à trois sigmas.